# Quadricalcarifera perdix
Quadricalcarifera perdix är en fjärilsart som beskrevs av Moore 1879. Quadricalcarifera perdix ingår i släktet Quadricalcarifera och familjen tandspinnare. Inga underarter finns listade.